# Тиринце
Тиринце (алб. Tirincë) је насеље у општини Косовска Каменица, Косово и Метохија, Република Србија.
Село је око изворишта Тириначког потока. У Турском катастарском попису за област Бранковића село се помиње под именом Хинчић и наводи се да има 19 кућа.
На атару села је Црква Светог цара Константина и царице Јелене.
Земље и шуме.
Топографски су називи за њиве: Тириначки Поток, Шавар, Лазиште(Кочин Лаз), Црвени Дол; за шуму: Вељи Вр’, Остра Чука или Рипни Деја(Предеје). Остали топографски називи су: Црквиште, Гробље, Кућиште.
Тип села.
Село је разбијено, старовлашког типа. Куће у махалама су груписане. Махала Тиринце је најстарија и налази се поред Тириначког потока. Махала Глојже или Махала Гвозје или Махала Предеје се налази на месту Остра Чука или Предеје (искварено од Рипни Деја), а оба назива су по густој шуми која окружује махалу. Махала Падина се налази на падини према Кривој реци. Махала Демовица су неколико издвојених кућа на путу за Падини. Махала Шевар је у долини Криве реке, а име је добила по биљци шевар која ту расте. 
Старине у селу.
На месту Гробље познаје се неко старо гробље за које се не зна чије је било. Између Тиринца и Бушинца је Кућиште, на коме се налазе трагови ранијег насеља. У сеоском хатару има и два Црквишта. На једном је порушена стара црква, а другу од ових порушених цркава су сељаци овог села са сељацима из села Бушинца договорно посветили цару Константину и царици Јелени и о заједничком трошку почели одржавати саборе на дан ових светитеља 3.јуна. Цркву је око 1980. године обновио Живорад Антанасковић из Косовске Каменице. Свака кућа из села је тада давала ручак мајсторима. Поред цркве су звонара, чесма и свечана сала. Године 2025. одржан је Први сабор српског фолклора на Косову и Метохији, где су се представила културно-уметничка друштва из Косовске Каменице, Беривојца, Ранилуга, Горњег Кусца, Врбовца, Могиле, Партеша, Пасјана, Швајцарске и Македоније. 
Постанак села.
Садашње село је настало око 1760. године пресељавањем из Бушинца, те је и гробље овог села заједно са бушиначким и на бушиначком хатару, у махали Миљковци. Село је отада расло прираштајем. Године 1878. су се у њему настанили и Албанци мухаџири из јужне Србије.
Порекло становништва.
Родови:
-Ковачови, Копчежаци или Ковчежаци (Св. Јован). Старином су из Бушинца, одакле су пресељени око 1760. године. Деле се на неколико породица. Они су од три брата:Златан, Јован и Огњан. Златанови су у махали Тиринце, Јованови у Бушинцу, а Огњанови у Глојжу и Падини. Презиме им је по Јовану који је био ковач. Њега су убили Турци. Имају исељене истоимене сроднике у селу Средњи Дел код Врања и у селима око Новог Брда. 
-Керци (Св. Јован); пресељени из Бушинца, од истоименог рода, ускоро за Ковчезанима. Живе у махалама Тиринце и Падина. Старина им је у врањском крају. Презиме им је по претку који је залутао у овај крај као кере (пас). Они су прихватили претка Ковачевих и узимали су се међусобно тако да се рачунају као једна породица.
-Коларци (Св. Јован), они су огранак Кераца. Живе у махали Демовица. У 19. веку су Албанци из Добросина отели две снаје Стојана Коларца: Крсјану и Киту. Држали су их две ноћи и са својим рођацима силовали, а затим су враћене у село. 
-Рујковчани, арбанашки мухаџирски род од племена(фиса) Сопа: досељен из села Рујковац(Јабланички крај, Јужна Србија) 1878. године.
У Турску је 1925.г. исељена једна арбанашка мухаџирска кућа.
ТУРСКИ ПОПИС ИЗ 1912.ГОДИНЕ:
Ово село имало је 23 српске куће, од којих 19 са својом земљом. Од чифчија мало своје земље имао је Дика Алексић, обрађивао је чифлук Салије из Гилана. Марко Здравковић такође је имао нешто своје земље, а био је чифчија Селима Гиланца. Ђорђе Милић је имао своје њиве, а туђе двориште. Тома Станковић уопште није имао своју земљу, а био је чифчија Сулејмана из Гилана. Своју земљу имали су: Пера и Зафир Стевић, Марко Митић, Цветко Денић, Крста Стојковић, Сента Денић, Алекса и Станко Филиповић, Ђорђе Стојановић, Ђорђе Максимовић, Тома и Гига и Крста Милошевић, Дена Митровић, Симеон и Васа Златановић, Акса и Станко Трајковић, Стојан Стајковић.
УБИЈЕНИ У ДРУГОМ СВЕТСКОМ РАТУ:
-Денић Миладин, син Цветка, рођен 1894.г., убијен у директном терору у Тиринцу 1944.г. (0230062004)
-Силић Стојадин, син Јована, рођен 1907.г., убијен 1942.г. од Италијана, као заробљени припадник VKJ (0230062002)
-Станковић Недељко, син Томе, рођен 1893.г., убијен у албанском логору 1943.г. од стране Италијана (0230062005)
-Стевић Димитрије, син Пере, рођен 1901.г., убијен од стране Италијана 1943.г. у албанском логору (0230062001)
-Стојановић Китон, син Дичета, рођен 1904.г., убијен 1943.г. у доректом терору у Тиринцу (0230062003)
-Златановић Гата, син Васе, рођен 1874.г., убијен 1943.г. у директом терору у Тиринцу (0230062006)

## Становништво
Село има српску етничку већину.
2011. године на попису је учествовало 26 становника, сви су били Срби. Тачан број није познат.
| Демографија | Демографија | Демографија |
| Година      | Становника  | Становника  |
| ----------- | ----------- | ----------- |
| 1948.       | 319         |             |
| 1953.       | 326         |             |
| 1961.       | 334         |             |
| 1971.       | 353         |             |
| 1981.       | 229         |             |
| 1991.       | 113         |             |